# 川島令三の全国特急案内
川島令三の全国特急案内（かわしまりょうぞうのぜんこくとっきゅうあんない）は、2005年に旅チャンネルで放送された紀行番組である。

## 概要
日本全国の特急路線の中から、鉄道アナリストの川島令三がオススメする路線を毎回一つ紹介。
特急解説や駅弁情報、ベストビューポイントや途中下車してのお楽しみなど旅情あふれる列車の旅を提案する。

## 紹介された列車
1. エル特急「しおかぜ」8000系電車（岡山駅 - 松山駅間）
2. エル特急「南風」2000系気動車（丸亀駅 - 高知駅間）
3. 特急「スーパーまつかぜ」キハ187系気動車（鳥取駅 - 松江駅）
4. 特急「オーシャンアロー」283系電車（新大阪駅 - 白浜駅間）
5. 特急「はるか」281系電車（京都駅 - 関西空港駅間）
6. 特急「サンダーバード」681系電車、683系電車（京都駅 - 金沢駅間）
7. エル特急「かもめ」885系電車（博多駅 - 長崎駅間）
8. エル特急「リレーつばめ」787系電車（新八代駅 - 博多駅間）
9. エル特急「ソニック」883系電車（博多駅 - 大分駅間）
10. エル特急「ワイドビューしなの」383系電車（名古屋駅 - 塩尻駅間）
11. エル特急「ワイドビューひだ」キハ85系気動車（名古屋駅 - 高山駅間）
12. エル特急「スーパーホワイトアロー」785系電車（札幌駅 - 旭川駅間）
13. 特急「スーパー北斗」キハ281系気動車、キハ283系気動車（函館駅 - 札幌駅間）

## 出演
- 川島令三

## スタッフ
- ナレーター 髙階俊嗣
- 撮影 岸田邦宏
- VE 角将雄／津曲友
- 車両 市ヶ谷宏樹
- EED 薄敬治
- 音楽 矢込弘明
- MA 池田秀明／山崎益弘
- プロデューサー 鳩山岳志（JIC）、高野隆
- 演出 古畑慎一
- 制作協力 SUZUKIAUDIO co.
- 制作・著作 JIC

## DVD
- 川島令三の全国特急案内 近畿・中部・北海道編 （2006年5月25日、GPミュージアムソフト）
- 川島令三の全国特急案内 中国・四国・九州編 （2006年5月25日、GPミュージアムソフト）